# Баллард, Джеймс
Джеймс Грэм Баллард (англ. James Graham Ballard, литературная форма J. G. Ballard; 15 ноября 1930 года, Шанхай — 19 апреля 2009 года, Лондон) — британский писатель, одна из крупнейших фигур английской литературы второй половины XX века. Первоначальную известность ему принесли научно-фантастические рассказы и романы, а позже также психопатологические триллеры («Автокатастрофа», «Бетонный остров» и др.).

## Биография
Джеймс Баллард родился 15 ноября 1930 года в Шанхае в семье британского дипломата. Во время Второй мировой войны находился вместе с родителями в шанхайском японском концлагере для гражданских лиц. После освобождения переехал в Лондон, где по окончании школы поступил в ВВС Великобритании. На Балларда большое влияние оказало искусство сюрреализма. С 1956 года стал публиковать рассказы в научно-фантастических журналах. В 1961 году вышел его первый роман «Ветер ниоткуда», как и последующие два, написанный в жанре романа-катастрофы. В 1964 году остался вдовцом с тремя детьми (Джеймс, Фэй и Би) на руках — его жена Хелен Мэри Мэттьюз умерла от пневмонии. Хотя Баллард больше после этого не женился, спустя несколько лет он познакомился с Клэр Уолш, с которой прожил в гражданском браке всю оставшуюся жизнь.
В 1970 году выходит десятый сборник рассказов Балларда — «Выставка жестокости», принёсшая писателю скандальную известность. Включённые в книгу рассказы лишь самым отдалённым образом подпадали в категорию НФЛ. Балларда и раньше меньше всего интересовали такие аспекты НФЛ как прогресс, технологии, будущее, внеземные цивилизации и проч. — его писательский интерес был сосредоточен на описании изменений психологии человека под влиянием разного рода экстраординарных обстоятельств. «Выставка жестокости» перенесла акцент прозы писателя с психологии на психопатологию: отныне герои Балларда были одержимы различными идеями, фобиями и болезненной страстью к насилию.
Кульминацией нового периода творчества стал роман «Автокатастрофа» (1973), экранизированный Дэвидом Кроненбергом в 1996 году), в котором писатель установил сексуальную связь между человеком и автомобильными авариями (их процессом и последствиями), доведя героя до полной одержимости проектированием смерти в автокатастрофе. В романе Баллард устами своего героя разработал смерть для Элизабет Тейлор, в другом рассказе того же времени был описан план убийства Жаклин Кеннеди. Американский издатель вернул рукопись обратно в Англию с пометкой «Автор явно патологически болен». Следом вышли романы «Бетонный остров» (1973) и «Высотка» (1975) — также представлявшие психологическое искривление сознания человека, загнанного в безвыходные ниши большого города.
Отходом от урбанизированной тематики стали новые романы «Фабрика бескрайних грёз» 1979 года (сюрреалистическая феерия эротического характера), «Привет, Америка», «Империя солнца» (автобиографический роман, по которому в 1987 году Стивен Спилберг поставил одноимённый фильм). С 1980-х годов новая тема Балларда — раскрытие тёмных сторон человеческого подсознания в поступках обычных людей, впитавших тщательно отмеренные автором микродозы насилия — романы «Обезумевшие» (1988), «Кокаиновые ночи» (1994; и его более разработанная версия «Суперканны», 2000), «Люди Миллениума» (2003).
Баллард признаётся одним из ведущих английских языковых стилистов и провидцев. У него охотно брали интервью на злободневные темы, хотя сам писатель мало появлялся на публике и не участвовал в какой-либо общественной или литературной деятельности Великобритании. С 1970-х годов Баллард жил в лондонском пригороде Шеппертон. Последний роман («Царство Божие») вышел в 2006 году.
В январе 2008 года вышла автобиография Балларда Miracles of Life («Чудеса жизни»), и в интервью газете The Sunday Times Баллард сказал, что в середине 2006 года ему поставили диагноз «рак простаты», и это подвигло его написать автобиографию.
Скончался Баллард 19 апреля 2009 года на 79-м году жизни.